# Liste der Kulturdenkmäler in Weiler (bei Ulmen)
In der Liste der Kulturdenkmäler in Weiler sind alle Kulturdenkmäler der rheinland-pfälzischen Ortsgemeinde Weiler aufgeführt. Grundlage ist die Denkmalliste des Landes Rheinland-Pfalz (Stand: 21. September 2023).

## Einzeldenkmäler
| Bezeichnung                         | Lage                                | Baujahr         | Beschreibung | Bild                           |
| ----------------------------------- | ----------------------------------- | --------------- | --- | ------------------------------ |
| Katholische Filialkirche St. Martin | Kirchstraße 15 Lage                 | 1765            | romanischer Ostturm, Saalbau, 1765; Gesamtanlage mit dem Friedhof; auf dem Friedhof: Kreuz, Sandstein, bezeichnet 1843; gusseisernes Friedhofstor; Kriegerdenkmal, reliefierte Stele | weitere Bilder Fotos hochladen |
| Wegekapelle                         | nördlich des Ortes an der L 16 Lage | 19. Jahrhundert | Wegekapelle, 19. Jahrhundert | BW                             |